# E-readiness

E-gereedheid volgens de EIU in 2008.

E-readiness duidt de mate aan waarin overheden informatie- en communicatietechnologie gebruiken om toegang en e-inclusie voor de bevolking te bereiken. Organisaties als de UNPAN (United Nations Public Administration Network), EIU (Economic Intelligence Unit), Wereldbank stellen e-readiness indexes op, waarmee landen met elkaar en in de tijd kunnen vergeleken worden.
EIU, van the Economist, publiceerde haar laatste Digital Economy Rankings in 2010.